# Audi Type T
De Audi Type T "Dresden" is een auto uit de hogere middenklasse die van 1931 tot 1932 geproduceerd werd door de Duitse autobouwer Audiwerke AG Zwickau. Het was het tweede nieuwe Audi-model na de overname van de fabriek door Zschopauer Motorenwerke J.S. Rasmussen AG (DKW).
De Type T was de kleinere versie van de achtcilinder Audi Type SS uit 1929 en werd aangedreven door een 3,8L zes-in-lijnmotor met zijkleppen. Deze zescilindermotor was voorin gemonteerd en ontwikkelde 75 pk. Het motorvermogen werd via een handgeschakelde vierversnellingsbak en een cardanas overgebracht op de achterwielen. De motor was een Amerikaans ontwerp en werd geproduceerd in een DKW-dochteronderneming in Scharfenstein, waar motorenproducent Zschopauer een nieuwe productiefaciliteit had opgezet met machines die waren gekocht van het voormalige Amerikaanse bedrijf Rickenbacker Motor Company.
De wagen had twee starre assen met bladveren en hydraulisch bediende remmen op de vier wielen. De Type T werd aangeboden als vierdeurs sedan of tweedeurs cabriolet.
Er werden tot 1932 slechts 76 exemplaren gebouwd, omdat de auto te duur was voor zijn prestaties en ook onbetrouwbaar en daarom niet goed verkocht.